# The Cleansing Hour
The Cleansing Hour è un film del 2019 diretto da Damien LeVeck.
Pellicola di genere horror sceneggiata dallo stesso regista LeVeck con Aaron Horwitz.

## Trama
Max e Drew sono uniti fin dall'infanzia, quando si sono ritrovati a subire dei terribili soprusi da parte di un'insegnante fervente cattolica all'interno di un collegio. Da adulti la loro reazione è stata organizzare una vera e propria truffa a tema cattolicesimo: Max è protagonista di una webserie in cui inscena degli esorcismi su attori, fingendo di essere un vero prete e che quelle persone siano realmente indemoniate. Il senso di colpa tuttavia lo perseguita, al punto da avere visioni con protagonista la sua insegnante d'infanzia mentre ha amplessi.
La fidanzata e quasi moglie di Drew, Lane, cerca di convincere quest'ultimo a interrompere il sodalizio lavorativo con l'amico, invano. Il giorno dopo anche la ragazza partecipa al dietro le quinte di un nuovo spettacolo che dovrebbe coinvolgere la drag queen Humberto nelle vesti di indemoniata: quest'ultima viene però aggredita da una creatura mostruosa e non arriva mai all'appuntamento. Lane viene dunque supplicata affinché interpreti lei il ruolo dell'indemoniata e, riluttante, accetta. Non appena iniziano le riprese, tuttavia, la creatura demoniaca che ha eliminato Humberto possiede la ragazza e rivela i suoi poteri ai presenti e al pubblico.
Il demone obbliga Max a denudarsi e ballare, lo tortura facendogli calpestare cocci di vetri e ricordandogli i soprusi della sua insegnante, mette in scena uno spettacolo sempre più cruento finché Drew non ha un'idea: scollegare la diretta affinché il demone non possa più mostrare le sue capacità al mondo. Il demone reagisce ripristinando il collegamento e materializzando un cappio e uno sgabello per Max: con la minaccia di uccidere Lane, il demone afferma che Max dovrà suicidarsi qualora non confessi tutti i suoi peccati al pubblico o qualora gli spettatori non raggiungano un obbiettivo relativo al numero di "mi piace" alla diretta.
Max confessa dapprima di non essere più un vero prete da anni, poi di aver inscenato finte possessioni, infine gli abusi e di aver provocato inavvertitamente la morte della sua insegnante per difendere l'amico Drew da quest'ultima. Il demone non è però soddisfatto e , dopo che Drew salva l'amico dal cappio, rivela a quest'ultimo come Max abbia avuto una relazione con Lane prima che loro si conoscessero, per poi mostrare un video hard della donna che Max conserva ancora all'insaputa di lei. Ciò scatena una tremenda lite fra i due, tuttavia Max riesce a convincere Drew di come il demone stia facendo tutto ciò appositamente per metterli l'uno contro l'altro.
Una rivelazione di troppo del demone fa sì che i due riescano a restringere il campo di ricerca e comprenderne la probabile identità: si tratta di Aamon. Drew non aveva ancora digitalizzato i riti per esorcizzare questo specifico demone, tuttavia riesce a farlo sul momento nonostante esso cerchi di ostacolarlo. Max esegue dunque l'esorcismo e il rito sembra funzionare: Lane è salva, tuttavia una creatura demoniaca è ora presente nella stanza. Il Diavolo in persona rivela di aver finto di essere Aamon per ingannare Max: sfruttando il potere di internet, Satana possiede tutti coloro che stavano guardando la diretta e usa i loro corpi per uccidere amici, colleghi, partner e familiari. Proprio in questo frangente, il successo ottenuto permette a Max di ottenere finalmente il verificato sui social.

## Produzione
Il film nasce da un cortometraggio omonimo del 2016 diretto e sceneggiato dello stesso regista.

## Distribuzione
Il film è stato presentato nel corso di vari festival tra 2019 e 2020, per poi approdare sulla piattaforma Shudder a partire dall'ottobre 2020.

## Accoglienza
Sull'aggregatore Rotten Tomatoes il film riceve il 74% delle recensioni professionali positive con un voto medio di 5,8 su 10 basato su 27 critiche.